# Сущенко, Сергей Александрович
Сергей Александрович Сущенко (28 апреля 1973, Далматово, Курганская область — 13 июля 1993, кишлачный совет Йол, Хатлонская область) — пограничник 12-й заставы Московского пограничного отряда Таджикско-Афганской границы, Герой Российской Федерации.

## Биография
Сергей Александрович Сущенко родился 28 апреля 1973 года в городе Далматово Курганской области.
Окончил восемь классов Далматовской средней школы № 2 им. А. С. Попова. С 1988 года учился в Шадринском техникуме физической культуры (ныне ГБОУ СПО «Зауральский колледж физической культуры и здоровья»). В 1991 году Сергей окончил обучение в техникуме, получил специальность «Педагог по физической культуре».
В Вооруженные Силы призван 18 декабря 1991 года Далматовским военкоматом. Служил на 12-й заставе Московского погранотряда таджикско-афганской границы.
В Таджикистане в это время шла гражданская война, через границу с Афганистаном постоянно проникали душманы, которые оказывали помощь исламистам.

## Бой на 12-й заставе Московского погранотряда
Утром 13 июля 1993 года до 250 боевиков под общим руководством командира 55-й пехотной дивизии Исламской Республики Афганистан Кази Кабира (настоящее имя Мохаммад Кабир Марзбон) напали на 12-ю заставу Московского погранотряда, расположенную около кишлака Сари-гор, кишлачного совета Йол Шуроабадского района Хатлонской области, ныне кишлак входит в джамоат Нуриддин Махмудов района Шамсиддин Шохин Хатлонской области Таджикистана. Нападавших возглавлял афганский полевой командир Кари Хамидулло. Одной из групп, участвовавших в нападении, командовал тогда ещё неизвестный террорист Хаттаб.
Основными целями нападавших являлись уничтожение заставы и создание плацдарма для дальнейшего крупномасштабного наступления на Кулябском направлении. Кроме того, потери среди российских военнослужащих, предположительно, должны были вызвать резонанс среди общественности России, которая станет требовать вывода всего российского воинского контингента из Таджикистана, что в свою очередь позволит свергнуть законное правительство республики.
В момент нападения на 12-й заставе находились 48 человек: два офицера, два сверхсрочника, 41 солдат и сержант, трое из которых — из полка 201-й мотострелковой дивизии — экипаж боевой машины пехоты (БМП).
В 4:00 пограничный наряд на юго-восточной окраине опорного пункта заставы обнаружил бандитов, которые карабкались по склонам. Застава была поднята по тревоге. Боевики открыли огонь из миномётов, горных орудий, гранатомётов и стрелкового оружия. Они подбили БМП и вывели из строя станковый гранатомёт СПГ-9. Тяжёлое ранение получил начальник пограничной заставы старший лейтенант Михаил Майборода, были убиты и ранены несколько пограничников.
Бой продолжался более 7 часов. При отражении нападения санинструктор сержант Сущенко прикрывал отход группы оставшихся в живых пограничников и сдерживал натиск противника. Гранатами он закидал обступивших его врагов и сам подорвал себя вместе с ними последней.
В бою погибли 22 пограничника и трое военнослужащих 201-й дивизии, боевики потеряли до 70 человек и были отброшены на территорию Афганистана.
Сергей Александрович Сущенко был похоронен на кладбище города Далматово.

## Награды
- Указом Президента Российской Федерации № 1050 от 19 июля 1993 года за мужество и героизм, проявленные при исполнении воинского долга во время инцидента на таджикско-афганской границе сержанту Сущенко Сергею Александровичу было посмертно присвоено звание Героя Российской Федерации.
- Медаль «Золотая Звезда» № 20

## Семья
- Отец — Александр Николаевич Сущенко, работник завода «Старт»
- Мать — Мария Константиновна Сущенко
- Сестра — Людмила Александровна

## Память
- Пограничной заставе в селе Половинном Половинского района Курганской области присвоено имя Героя Российской Федерации Сергея Александровича Сущенко.
- Приказом командующего пограничными войсками Российской Федерации 12-й пограничной заставе 117-го Московского пограничного отряда присвоено имя 25-ти Героев.
- 1 мая 2015 года по инициативе редакции районной газеты «Далматовский вестник» на Аллее Героев (заложена 9 мая 1984 года) в городском парке города Далматово были посажены березки. У каждой березки установлена табличка-обелиск с именем Героя. Среди них С.А. Сущенко[5].
- В 2019—2020 годах по инициативе депутата Курганской областной Думы Федора Ярославцева на Аллее Героев в городском парке города Далматово установлены 14 бюстов Героев. Бюсты героев были вылеплены из глины шадринским скульптором Александром Сергеевичем Галяминских. А отлиты на средства спонсоров — предпринимателей и организаций района. Среди них бюст С.А. Сущенко. Открытие было приурочено к 75-летию Победы 9 мая 2020 года[6].
- На здании ГБОУ СПО «Зауральский колледж физической культуры и здоровья», где учился С.А. Сущенко установлена мемориальная доска.
- В Далматово проводится городское первенство по мини-футболу на приз Героя России, выпускника ЗКФКиЗ  Сущенко Сергея Александровича[7].
- В Далматовском районе Курганской области учреждена памятная медаль в честь пограничника, Героя Российской Федерации Сергея Александровича Сущенко[8].
- В Далматово проводится открытый традиционный турнир по каратэ посвященный памяти Героя России Сергея Александровича Сущенко[9].